# Yasmine Bladelius
Yasmine Natalie Sofie Bladelius, tidigare Larsson och Lundin, född 17 mars 1988 i Raus församling, Malmöhus län, är en svensk politiker (socialdemokrat). Hon är ordinarie riksdagsledamot sedan 2014, invald för Skåne läns västra valkrets.
Bladelius är bosatt utanför Helsingborg och har varit politiskt aktiv sedan 2003 då hon blev medlem i SSU. Hon satt som ledamot i kommunfullmäktige i Helsingborgs kommun mellan 2010 och 2014 och var ersättare i barn- och utbildningsnämnden mellan 2011 och 2014. Mellan 2012 och 2013 var Bladelius ordförande i SSU Helsingborg.
Bladelius är riksdagsledamot sedan valet 2014. I riksdagen är hon ledamot i socialutskottet sedan 2018 samt suppleant i EU-nämnden och Europarådets svenska delegation. Hon var ledamot i riksdagens delegation till den parlamentariska församlingen för Unionen för Medelhavet 2014–2018. Bladelius har varit suppleant i bland annat socialförsäkringsutskottet och socialutskottet.
Mellan 2015 och 2019 var Bladelius ordförande i Republikanska föreningen. Bladelius var ordförande för Unga Örnars riksförbund mellan 2019 och 2025.